# جائزة إسبانيا الكبرى 2004
جائزة إسبانيا الكبرى 2004 (بالإنجليزية: 2004 Spanish Grand Prix)‏ هو سباق فورمولا 1 أقيم بتاريخ 9 مايو 2004 في حلبة دي كاتلونيا، برشلونة، إسبانيا. كان الخامس من أصل 18 في بطولة العالم لسباقات الفورمولا واحد موسم 2004. حلّ الألماني مايكل شوماخر أولا بينما جاء البرازيلي روبنز باركيلو في المركز الثاني وحصل على المركز الثالث الإيطالي يارنو ترولي.